# Christoph Lindenbauer
Christoph Lindenbauer (* 29. November 1960 in Salzburg) ist ein österreichischer Kulturjournalist und Musiker.

## Leben
Christoph Lindenbauer studierte am Mozarteum in Salzburg, wo er das Konzertfach Kontrabass im Jahr 1989 mit Auszeichnung abschloss. Er war 1987 im Mozarteumorchester Salzburg engagiert und arbeitete in den Jahren danach als Substitut bei den Wiener Philharmonikern. Als freier Musiker konzertierte Lindenbauer im Österreichischen Ensemble für Neue Musik  und im Internationalen Paul Hofhaymer Ensemble.
Darüber hinaus interessiert sich Lindenbauer für Jazz, Pop und vor allem für freie Improvisation. So gab er Konzerte mit Dieter Feichtner, der Ismael Ivo Dance Company, dem Trio Inflagranti, dem Franz Pillinger Bassgeigenquartett und der Alpin-Jazz-Band Der Berg. Lindenbauer war Composer in Residence beim Komponistenforum Mittersill und gilt als Initiator und Koproduzent der Musiktheaterperformance Donna Juana bei den Rauriser Literaturtagen mit Bodo Hell und Renald Debbe sowie der Mozart 2006-Performance Digitalog. Seit 2008 konzertiert Lindenbauer vor allem mit den Projekten Geile Gedichte (mit Anselm Oberhummer und Susanne Czepl), dem Independent Barock Trio (mit Anselm und Florian Oberhummer) sowie Bitches Bach (mit Herbert Berger, Florian Oberhummer und Klaus Brennsteiner). Außerdem arbeitet Christoph Lindenbauer mit seiner Frau, der Sängerin, Akkordeonistin und Veranstaltungsreferentin des Musikum Salzburg Ilona Lindenbauer, an einem Theatermusikprojekt für Der Bauer als Millionär im Schauspielhaus Salzburg. Lindenbauer hat eine Reihe von CDs eingespielt, darunter die erste sowie die zweite Cellosuite von Johann Sebastian Bach. Zuletzt legte der Musiker die CD 12 Sätze zu Malerei nach großformatigen Acrylbildern von Christoph Feichtinger vor.
Als Journalist lernte er im aktuellen Dienst im ORF-Landesstudio Salzburg, wo er von 1990 bis 1999 Beiträge für Radio und Fernsehen und für Ö1 gestaltete. Seit 2001 ist Lindenbauer Kulturjournalist und Kunstkritiker bei der Austria Presse Agentur (APA) und arbeitet als freier Autor für Verlage und Veranstalter.